# Sthenias franciscanus
Sthenias franciscanus es una especie de escarabajo longicornio del género Sthenias, tribu Pteropliini, subfamilia Lamiinae. Fue descrita científicamente por Thomson en 1865.
El período de vuelo ocurre durante el mes de diciembre.

## Descripción
Mide 14-22 milímetros de longitud.

## Distribución
Se distribuye por China, Malasia, Tailandia y Vietnam.